# ستون‌های مسجد النبی
در مسجد نبوی از ابتدا ستون‌هایی شناخته شده و معروف وجود داشته‌اند. از جمله ستون مُخَلَّقه (نمازگاه پیامبر) و ستون مهاجران یا ستون عایشه، ستون توبه، ستون السّریر، ستون مَحْرَسْ (منسوب به علی)، ستون وُفود، مقام جبرئیل (درب خانه علی و فاطمه زهرا)، ستون تهجد و ستون حنّانه (که طبق نقلها در فراق محمد بن عبدالله گریست) می‌باشند.
- مُخَلَّقه (نمازگاه پیامبر):
- ستون مهاجران یا ستون عایشه:
- ستون توبه:
- ستون السّریر:
- ستون محرس، حرس یا ستون علی ابن ابی طالب: نام یکی از ستون‌های مسجد النبی می‌باشد. دومین ستون مدوری است که متصل به ضریح از دیوار غربی است این ستون بین ستون سریر و ستون وفود واقع شده است. علی در کنار این ستون می‌ایستاد و از پیامبر اسلام در زمانی که افراد و قبایل غریبه به محضر آن حضرت می‌رسیدند محافظت می‌کرد.
- ستون وُفود:  نام یکی از ستون‌های مسجد النبی می‌باشد. کنار این ستون محل دیدار پیامبر اسلام با گروه‌ها و قبایل و هیئت‌های اعزامی از سایر بلاد بوده است.
- مقام جبرئیل (در خانه علی و فاطمه زهرا):
- ستون تهجد:
- ستون حنّانه (که طبق نقلها در فراق پیامبر گریست):